# Salpichroa
Salpichroa é um género de plantas com flor pertencente à família Solanaceae que agrupa cerca de 15 espécies validamente descritas com distribuição natural nos Andes e outras regiões da América do Sul.

## Espécies seleccionadas
Entre outras, o género Salpichroa inclui as seguintes espécies:
- Salpichroa alata
- Salpichroa amoena
- Salpichroa breviflorum
- Salpichroa origanifolia

## Galeria

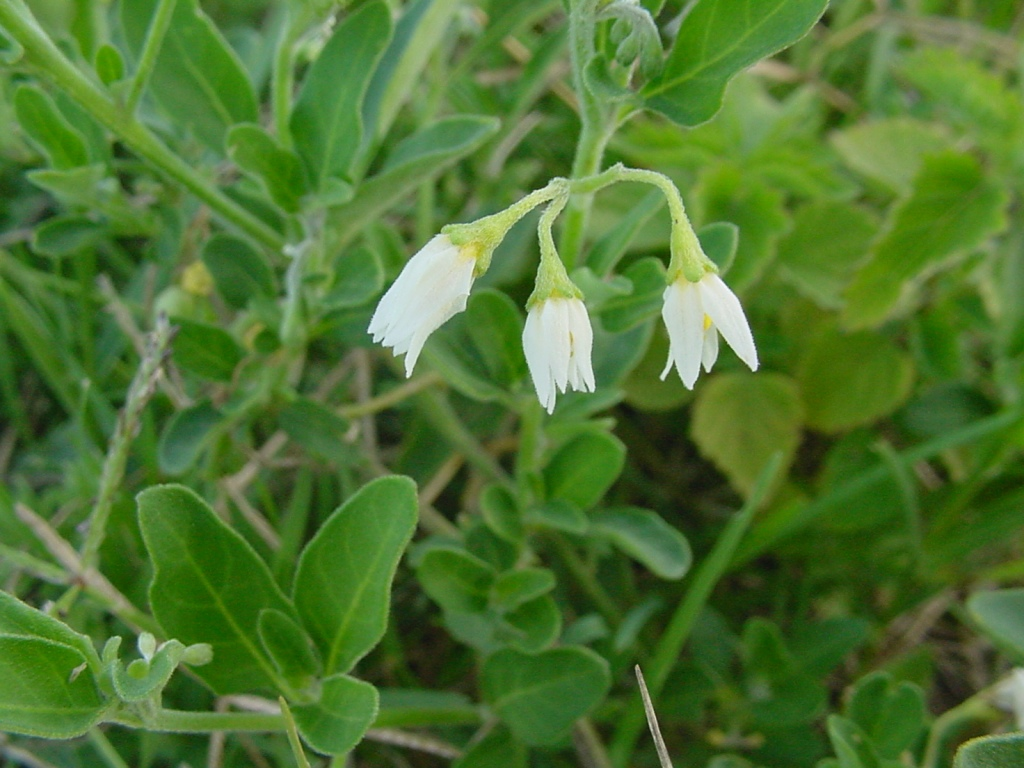
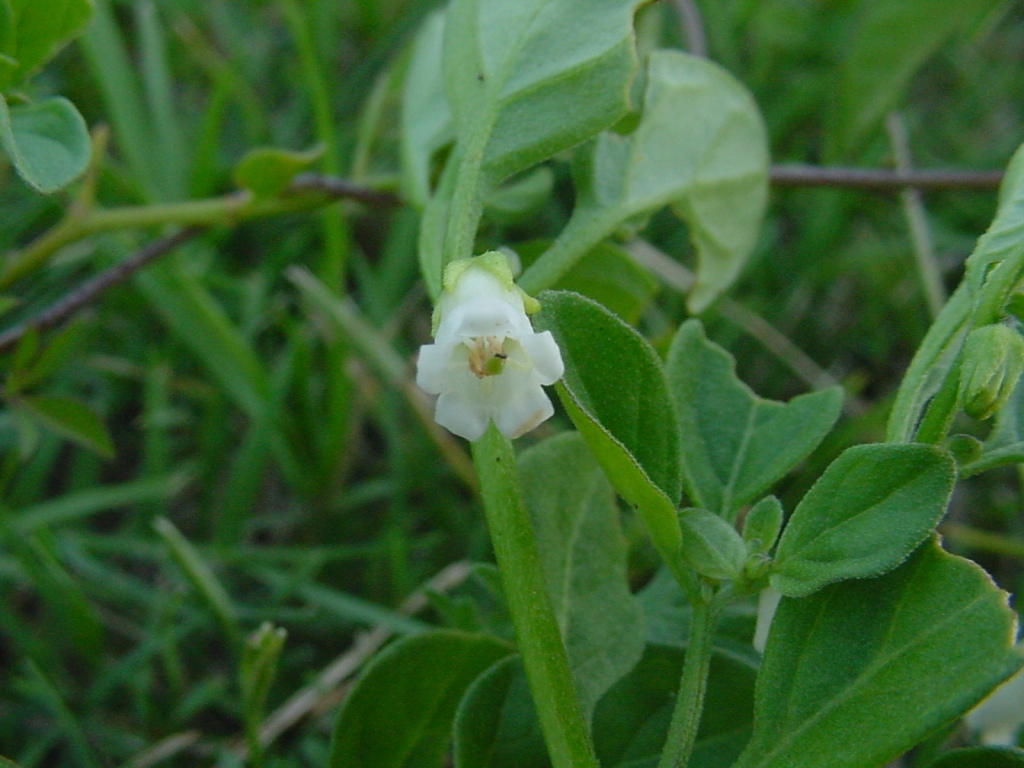
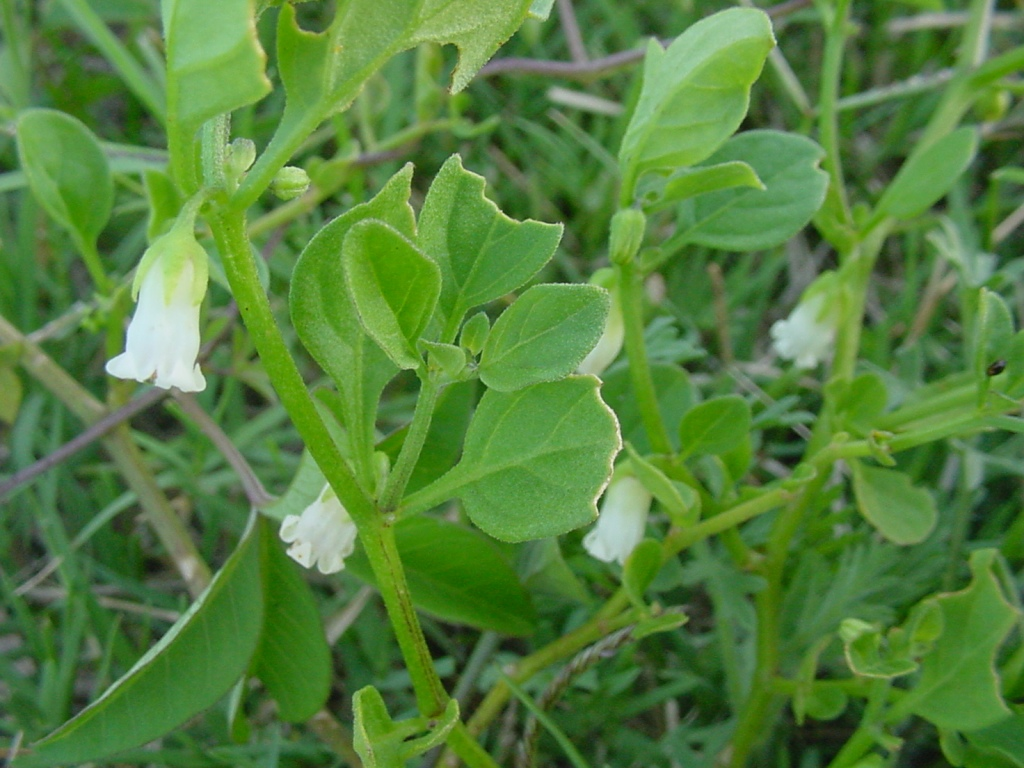
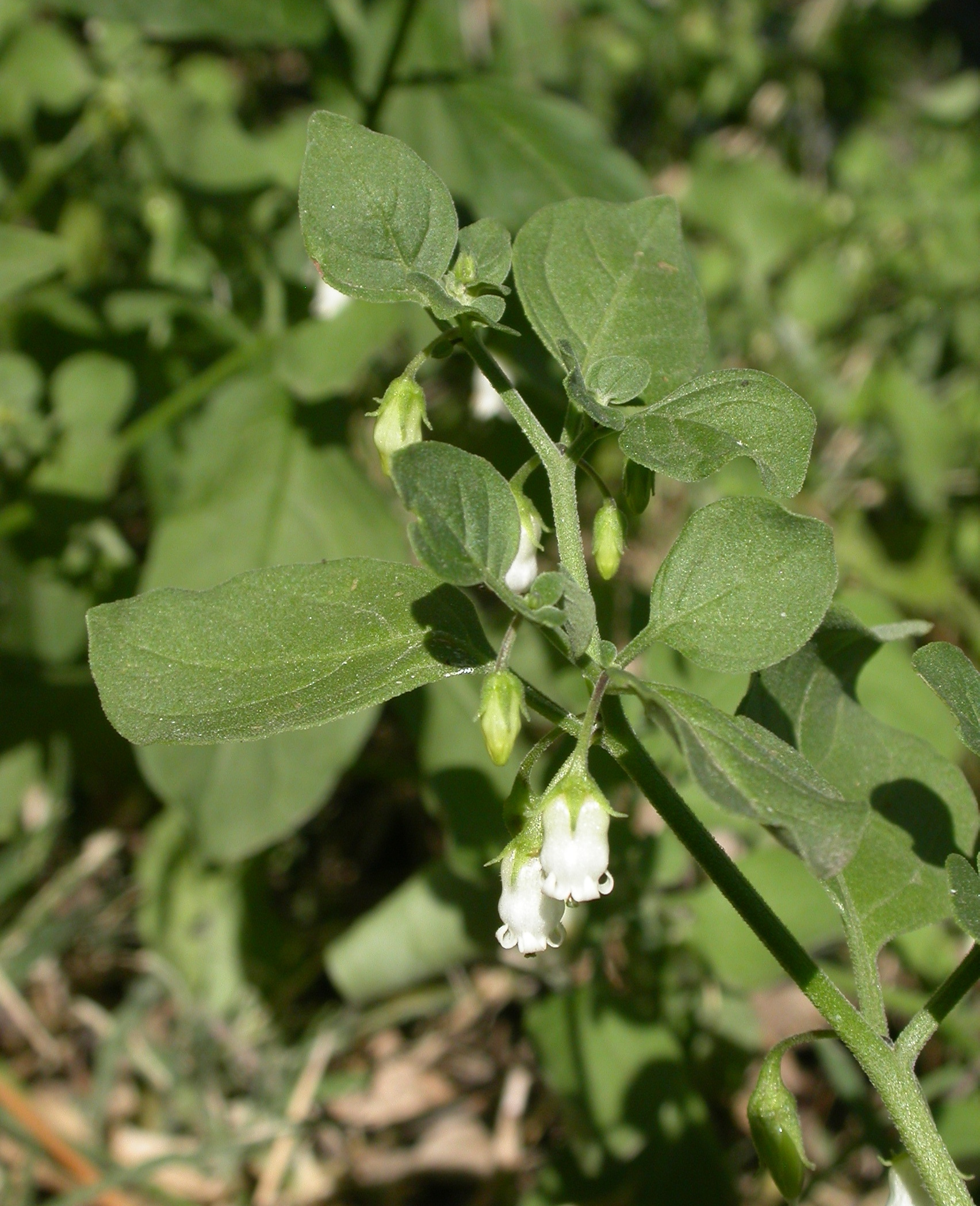